# St. Lambert (Bechtheim)

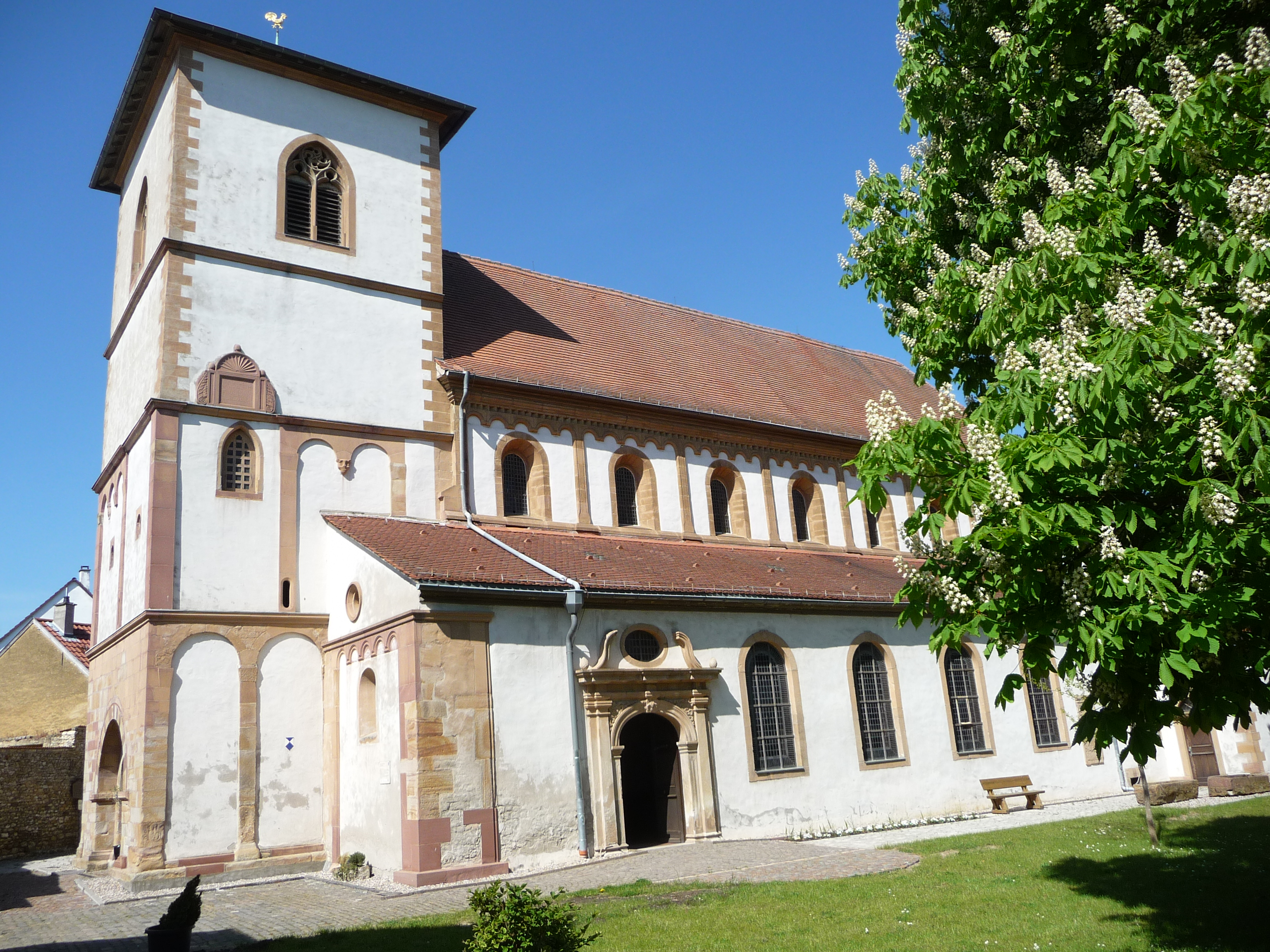
Basilika St. Lambertus, Turm und Langhaus

Die St.-Lambertus-Basilika ist ein denkmalgeschütztes Kirchengebäude in Bechtheim, das von der römisch-katholischen Gemeinde genutzt wird.

## Geschichte

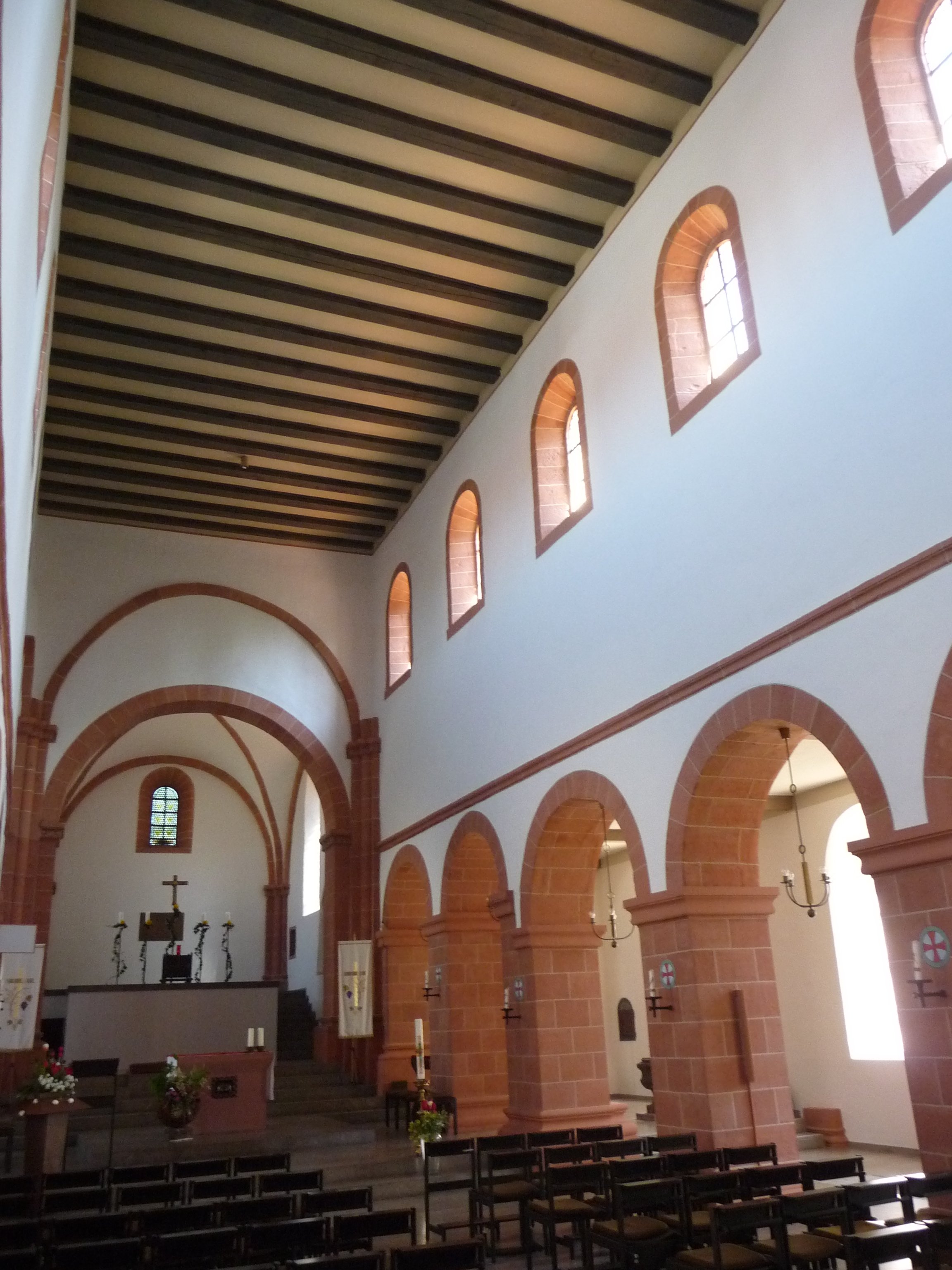
Innenraum

Die Lambert von Lüttich geweihte Kirche gehörte ursprünglich dem Bistum Lüttich, das den Chorherren zu Lüttich das Recht verlieh, die Pfarrei in Bechtheim zu besetzen. Bis in die Zeit der Reformation wurden die Pfarrer von Lüttich gestellt.
Die Größe der Basilika lässt den Schluss zu, dass sie als Wallfahrtskirche genutzt wurde. Der Ort liegt an einem ehemaligen Pilgerpfad, der von Speyer und Worms in Richtung Bingen verlief.
Die in der Art der Wormser Schule errichtete Bau hat die Andreaskirche in Worms zum Vorbild. Der Gründungsbau aus der ersten Hälfte des 11. Jahrhunderts war eine dreischiffige romanische Pfeilerbasilika mit fünf Arkaden und flacher Decke. Zum quadratischen Chor im Osten führen vom Langhaus sechs Stufen empor.
Während der zweiten Bauperiode um die Mitte des 12. Jahrhunderts wurde an das alte Chorquadrat ein neues angesetzt, dessen Orientierung von der des Hauptschiffes abweicht. Die Seiten des alten Chores wurden mit je zwei Arkaden durchbrochen; so wurde der frühere Apsisbogen zum Triumphbogen. Im gleichen Bauabschnitt wurden die Langhauswände höher gemauert, die Seitenschiffe etwas vorgezogen und neue Fenster geschaffen. Die Außenwände des Langhauses und des Chores wurden um 1200 mit Bogenfriesen und Lisenen und neu gestaltet.

## Orgel
1979 wurde von der Windesheimer Orgelbauwerkstatt Oberlinger im Langhaus eine mechanische Schwalbennestorgel  eingebaut. Die Orgel ist hinterspielig und fügt sich mit ihrer geringen Tiefenausdehnung sehr harmonisch in den romanischen Bau ein.

## Turm

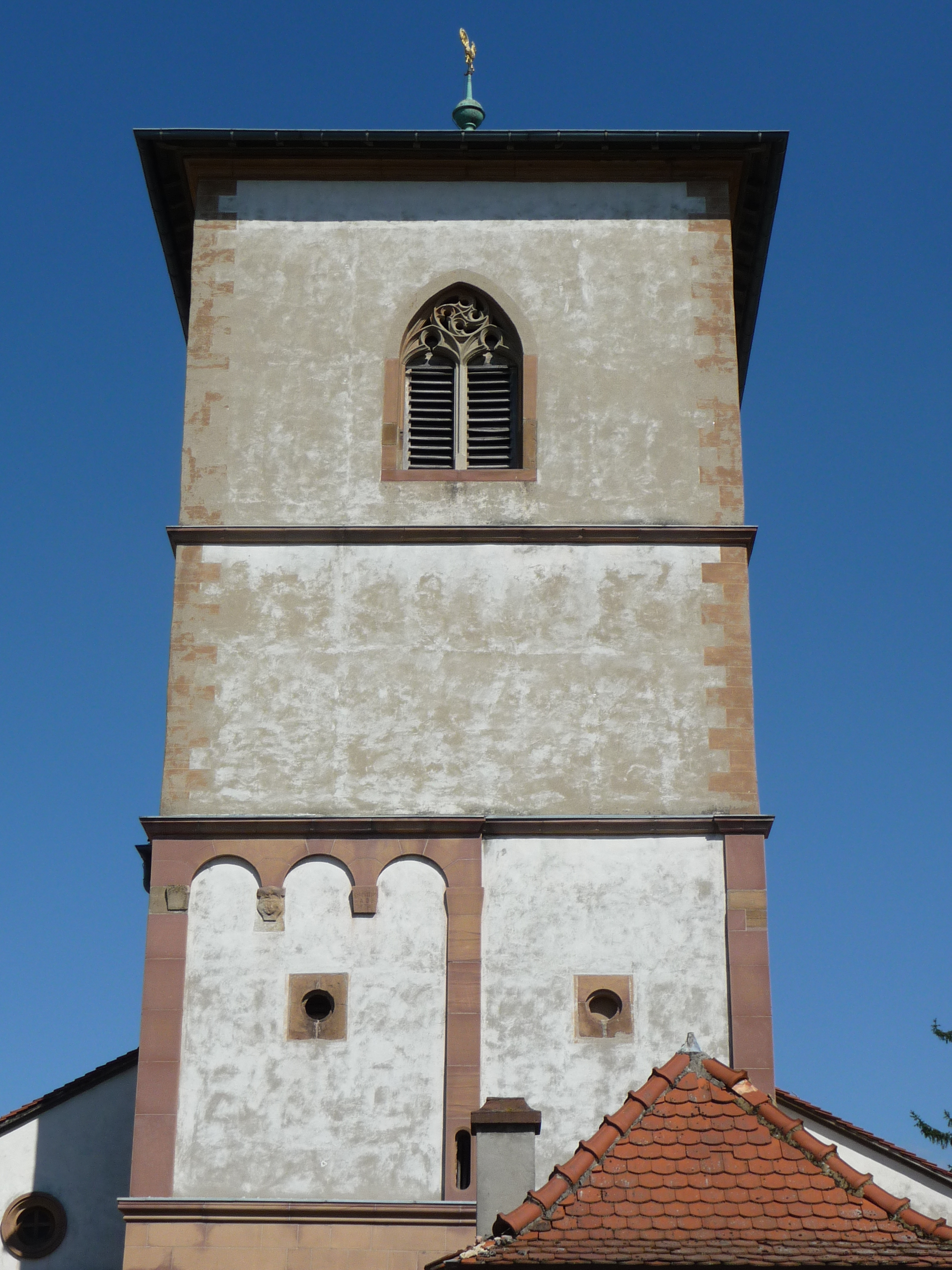
Turm

Der im Westen vorgesetzte quadratische Turm wurde in der ersten Hälfte des 12. Jahrhunderts erbaut und die Turmvorhalle Mitte des 12. Jahrhunderts eingewölbt. 1570 wurde der Turm teilweise erneuert.

## Stollenkrypta
In der so genannten Stollenkrypta, einem gewölbten Gang unterhalb des Altarraumes, sind Reste gotischer Wandmalereien zu sehen. Der Gang war wohl ursprünglich ein Prozessionsgang. Auf der Bühne des Ganges stand wahrscheinlich einst ein Reliquienschrein.

## Friedhof
Ursprünglich stand die Kirche auf einem befestigten Friedhof und bildete mit diesem eine Kirchenburg. Fragmente der Befestigung sind noch vorhanden, ebenso barocke Grabsteine.

## Simultankirche
Ab etwa 1700 war die Basilika Simultankirche für die lutherischen und die römisch-katholischen Gläubigen. Ein großes Eisengitter trennte beide Konfessionen. Die römisch-katholischen feierten ihren Gottesdienst im Hochchor. 1910 endete das Simultaneum.

## Trivia

Grundriss

Schnitt

An der benachbarten Bundesautobahn 61 weisen Touristische Hinweisschilder auf die „Basilika Bechtheim“ hin.